# 12924 Madisonicole
12924 Madisonicole è un asteroide della fascia principale. Scoperto nel 1999, presenta un'orbita caratterizzata da un semiasse maggiore pari a 2,1554943 au e da un'eccentricità di 0,1700568, inclinata di 2,75235° rispetto all'eclittica.